# غار اسلامیه
غار اسلامیه مربوط به دوره اشکانیان است و در شهرستان تفت، بخش مرکزی، دهستان پیش کوه، روستای اسلامیه، ۳۰ کیلومتری شرق روستا واقع شده و این اثر در تاریخ ۲۰ اردیبهشت ۱۳۸۶ با شمارهٔ ثبت ۱۹۰۹۲ به‌عنوان یکی از آثار ملی ایران به ثبت رسیده است.